# Élections législatives de 1962 dans les Vosges
Les élections législatives françaises de 1962 se déroulent les 18 et 25 novembre 1962. Dans le département des Vosges, quatre  députés sont à élire dans le cadre de quatre circonscriptions.

## Élus
| Circonscription | Député sortant     | Parti | Parti    | Député élu ou réélu | Parti | Parti   |
| --------------- | ------------------ | ----- | -------- | ------------------- | ----- | ------- |
| 1re             | Charles Guthmüller |       | app. UNR | Marcel Hoffer       |       | UNR-UDT |
| 2e              | Maurice Lemaire    |       | UNR      | Maurice Lemaire     |       | UNR-UDT |
| 3e              | Jean-Marie Grenier |       | UNR      | Christian Poncelet  |       | UNR-UDT |
| 4e              | Albert Voilquin    |       | MRP      | Albert Voilquin     |       | RI      |

## Résultats

### Résultats à l'échelle du département
| Parti          | Parti                                          | Premier tour | Premier tour | Second tour | Second tour | Sièges |
| Parti          | Parti                                          | Voix         | %            | Voix        | %           | Sièges |
| -------------- | ---------------------------------------------- | ------------ | ------------ | ----------- | ----------- | ------ |
|                | Union pour la nouvelle République (UDT)        | 53 401       | 35,35        | 50 352      | 64,08       | 3      |
|                | Républicains indépendants                      | 29 108       | 19,27        |             |             | 1      |
|                | Modérés                                        | 11 217       | 7,43         | Retrait     | Retrait     | 0      |
|                | Majorité présidentielle                        | 93 726       | 62,04        | 50 352      | 64,08       | 4      |
|                |                                                |              |              |             |             |        |
|                | Mouvement républicain populaire                | 12 051       | 7,98         | Retrait     | Retrait     | 0      |
|                | Centre national des indépendants et paysans    | 4 679        | 3,10         | 11 109      | 14,14       | 0      |
|                | Centre républicain                             | 2 529        | 1,67         | Retrait     | Retrait     | 0      |
|                | Centre démocratique                            | 19 259       | 12,75        | 11 109      | 14,14       | 0      |
|                |                                                |              |              |             |             |        |
|                | Parti communiste français                      | 21 220       | 14,05        | 25          | 0,03        | 0      |
|                | Section française de l'Internationale ouvrière | 11 424       | 7,56         | 17 085      | 21,74       | 0      |
|                | Parti socialiste unifié                        | 2 364        | 1,56         | Retrait     | Retrait     | 0      |
|                | Parti radical                                  | 2 006        | 1,33         |             |             | 0      |
|                | Union et fraternité française                  | 1 069        | 0,71         | 0           |             |        |
|                |                                                |              |              |             |             |        |
| Inscrits       | Inscrits                                       | 232 712      | 100,00       | 123 013     | 100,00      | 4      |
| Abstentions    | Abstentions                                    | 73 672       | 31,66        | 40 096      | 32,59       |        |
| Votants        | Votants                                        | 159 040      | 68,34        | 82 917      | 67,41       |        |
| Blancs et nuls | Blancs et nuls                                 | 7 972        | 5,01         | 4 346       | 5,24        |        |
| Exprimés       | Exprimés                                       | 151 068      | 94,99        | 78 571      | 94,76       |        |

### Résultats par circonscription

#### Première circonscription (Épinal)
| Candidat       | Candidat          | Parti          | Premier tour | Premier tour | Second tour | Second tour |  |
| Candidat       | Candidat          | Parti          | Voix         | %            | Voix        | %           |  |
| -------------- | ----------------- | -------------- | ------------ | ------------ | ----------- | ----------- |  |
|                | Marcel Hoffer élu | UNR-UDT        | 17 975       | 40,02        | 29 033      | 62,95       |  |
|                | André Argant      | MRP            | 7 828        | 17,43        | Retrait     | Retrait     |  |
|                | Pierre Blanck     | SFIO           | 6 478        | 14,42        | 17 085      | 37,05       |  |
|                | André Bilquez     | PCF            | 5 959        | 13,27        | Retrait     | Retrait     |  |
|                | Jean Haemmerlé    | Modérés        | 3 596        | 8,01         | Retrait     | Retrait     |  |
|                | Jean Bertran      | Radsoc         | 2 006        | 4,47         |             |             |  |
|                | Marcel Haissat    | UFF            | 1 069        | 2,38         |             |             |  |
|                |                   |                |              |              |             |             |  |
| Inscrits       | Inscrits          | Inscrits       | 69 642       | 100,00       | 69 635      | 100,00      |  |
| Abstentions    | Abstentions       | Abstentions    | 22 215       | 31,9         | 20 979      | 30,13       |  |
| Votants        | Votants           | Votants        | 47 427       | 68,1         | 48 656      | 69,87       |  |
| Blancs et nuls | Blancs et nuls    | Blancs et nuls | 2 516        | 5,3          | 2 538       | 5,22        |  |
| Exprimés       | Exprimés          | Exprimés       | 44 911       | 94,7         | 46 118      | 94,78       |  |

#### Deuxième circonscription (Saint-Dié)
|                | Maurice Lemaire sortant réélu | UNR-UDT        | 21 994 | 62,22  |  |  |  |
|                | Robert Chambeiron             | PCF            | 6 910  | 19,55  |  |  |  |
|                | Jean Poirot                   | Modérés        | 5 135  | 14,53  |  |  |  |
|                | Pierre Colin                  | SFIO           | 1 312  | 3,71   |  |  |  |
|                |                               |                |        |        |  |  |  |
| Inscrits       | Inscrits                      | Inscrits       | 53 289 | 100,00 |  |  |  |
| Abstentions    | Abstentions                   | Abstentions    | 16 771 | 31,47  |  |  |  |
| Votants        | Votants                       | Votants        | 36 518 | 68,53  |  |  |  |
| Blancs et nuls | Blancs et nuls                | Blancs et nuls | 1 167  | 3,2    |  |  |  |
| Exprimés       | Exprimés                      | Exprimés       | 35 351 | 96,8   |  |  |  |

#### Troisième circonscription (Remiremont)
| Candidat       | Candidat               | Parti          | Premier tour | Premier tour | Second tour | Second tour |  |
| Candidat       | Candidat               | Parti          | Voix         | %            | Voix        | %           |  |
| -------------- | ---------------------- | -------------- | ------------ | ------------ | ----------- | ----------- |  |
|                | Christian Poncelet élu | UNR-UDT        | 13 432       | 40,86        | 21 319      | 65,69       |  |
|                | Camille Méline         | CNIP           | 4 679        | 14,23        | 11 109      | 34,23       |  |
|                | Albert Coulaud         | MRP            | 4 223        | 12,85        | Retrait     | Retrait     |  |
|                | Gaston Koenig          | PCF            | 3 160        | 9,61         | 25          | 0,08        |  |
|                | Robert Parmentier      | CR             | 2 529        | 7,69         | Retrait     | Retrait     |  |
|                | Roger Paux             | Modérés        | 2 486        | 7,56         | Retrait     | Retrait     |  |
|                | Jacques Pierrel        | PSU            | 2 364        | 7,19         | Retrait     | Retrait     |  |
|                |                        |                |              |              |             |             |  |
| Inscrits       | Inscrits               | Inscrits       | 53 176       | 100,00       | 53 378      | 100,00      |  |
| Abstentions    | Abstentions            | Abstentions    | 18 283       | 34,38        | 19 117      | 35,81       |  |
| Votants        | Votants                | Votants        | 34 893       | 65,62        | 34 261      | 64,19       |  |
| Blancs et nuls | Blancs et nuls         | Blancs et nuls | 2 020        | 5,79         | 1 808       | 5,28        |  |
| Exprimés       | Exprimés               | Exprimés       | 32 873       | 94,21        | 32 453      | 94,72       |  |

#### Quatrième circonscription (Neufchâteau)
|                | Albert Voilquin sortant réélu | RI             | 29 108 | 76,74  |  |  |  |
|                | Jean-Robert Gérardin          | PCF            | 5 191  | 13,68  |  |  |  |
|                | Gilbert Pierson               | SFIO           | 3 634  | 9,58   |  |  |  |
|                |                               |                |        |        |  |  |  |
| Inscrits       | Inscrits                      | Inscrits       | 56 605 | 100,00 |  |  |  |
| Abstentions    | Abstentions                   | Abstentions    | 16 403 | 28,98  |  |  |  |
| Votants        | Votants                       | Votants        | 40 202 | 71,02  |  |  |  |
| Blancs et nuls | Blancs et nuls                | Blancs et nuls | 2 269  | 5,64   |  |  |  |
| Exprimés       | Exprimés                      | Exprimés       | 37 933 | 94,36  |  |  |  |